# Tradycja oralna
Tradycja oralna – inaczej przekaz ustny lub mówiony. Przekaz wiedzy, umiejętności, wartości etycznych i estetycznych za pomocą mowy, bez udziału pisma. Szczególnym rodzajem tradycji oralnej jest literatura oralna (twórczość oralna) – forma twórczości literackiej przekazywanej ustnie.
Rozpoczęte w XIX w. badania nad formami tradycji oralnej powstały ze względu na rozwój badań nad społecznościami, które nie wykształciły pisma – ich obyczajowością, folklorem, legendami, obyczajami, mitami i opowieściami. Elementy tradycji oralnej występują także w społeczeństwach znających pismo, jako świadectwa przeszłości zawarte np. w bajce ludowej.

## Istota tradycji oralnej
Szeroka definicja tradycji oralnej obejmuje wszelkie formy przekazywanej ustnie z pokolenia na pokolenie. Należy jednak ściśle odróżniać ujęte w tej definicji formy historii oralnej od zwykłej informacji ustnej. Historycy i badacze kultury, społeczeństwa i języka oraz psychologowie niejednokrotnie korzystają z informacji udzielonych ustnie przez konkretne jednostki drogą wywiadu. Informacje takie nie wchodzą jednak w zakres nawet najszerzej rozumianej tradycji oralnej o ile przekazują wyłącznie fakty jednostkowe (np. historię życia osoby udzielającej wywiadu), o ile nie są częścią dłuższego, obejmującego wiele jednostek lub nawet kilka pokoleń łańcucha przekazu.
Szeroka definicja tradycji oralnej pozwala dostrzegać jej elementy także w kulturach posiadających pismo, choć w ściślejszym sensie termin ten odnosi się jedynie do typowych kultur oralnych. Szczególnie dużą rolę przekaz oralny ma w społecznościach posiadających pismo wśród grup ludzi oddalonych od źródeł wiedzy – u dzieci, u kobiet w społeczeństwach silnie patriarchalnych, u grup społecznych zacofanych materialnie i kulturowo. Istnieją jednak całe korpusy tekstów przekazywanych oralnie, które obejmują całość społeczności posiadające pismo – należą do nich toasty, pieśni pochwalne, plotki, cała gama tekstów towarzyszących nawiązywaniu więzi społecznej, celebracji uroczystych i szczególnych zdarzeń, tworzących hierarchię społeczną.
Przez długie wieki cała ludzkość nie znała pisma. Sytuacja ta utrzymywała się w wielu regionach świata jeszcze na długo po powstaniu pierwszych kultur pisma. Mowa mówiona była więc najważniejszą formą przekazu umiejętności, wiedzy i idei oraz międzyludzkiej kooperacji.
Formom przekazu ustnego podlegały nawet idee dość złożone, np. moralne czy kosmologiczne. Dzięki wyrobieniu sobie trwałej zdolności zapamiętywania wiadomości przekazanych ustnie ludzie potrafili w ten sposób opanować pamięciowo bardzo wiele materiału – zdolność ta stała się niepotrzebna dzięki wynalezieniu pisma jako metody dokładniejszej i bardziej sprawnej. Techniki zapamiętywania przekazu ustnego wzmacniały sposoby kojarzenia ich z obrazami, gestami, dźwiękami przyrody. Najważniejszą tego rodzaju techniką jest rytm – samo istnienie przekazu oralnego jest więc w dużej mierze źródłem powstania poezji.

## Tradycja oralna jako źródło historyczne
W naukach historycznych do dziś źródła historyczne pochodzące z tradycji oralnej uznawane są za mniej wartościowe niż dokumenty, źródła pisane i źródła pochodzące z kultury materialnej. Istnieje wiele koncepcji historiozoficznych, według których ludy nieposiadające pisma nie mają historii – teorii, według których historia zaczyna się razem z pismem. Krytycy takiego ujęcia początku historii zwracają uwagę, że niezależnie od oceny wartości tradycji oralnej jako źródła historycznego przekazuje niejednokrotnie wiadomości stricte historyczne, a w koncepcji początku historii jako początku dokumentacji pisanej widzą pozostałości cech typowych dla umysłowości średniowiecznej, jej zamiłowania do litery, książki i pisma wywodzącego się z tradycji żydowskiej.
Współcześnie szczególny nacisk na wartość tradycji oralnej jako źródła historycznego kładą historycy Afryki subsaharyjskiej – np. Kenneth Dike, Saburi Biobaku. Od strony teoretycznej metodologii historii zagadnienie opracował Jan Vansina w pracach Oral Tradition. A Study in Historical Methodology i Oral Tradition as History.
Krytycy wartości tradycji oralnej jako źródła historycznego zwracają uwagę na fakt, że nie daje ona żadnych wiadomości o chronologii absolutnej, jest bardzo silnie narażona na błędy i zniekształcenia powstałe w drodze przekazu, i że zniekształca ona i dobiera niezwykle selektywnie sam przekazywany materiał. William Clarence Smith uważa nawet zainteresowanie tradycją oralną wśród historyków Afryki za rodzaj postkolonialnego resentymentu. Zwraca się ponadto uwagę na fakt, że użycie tradycji oralnej jako pełnowartościowego źródła historycznego wymaga według jego zwolenników specjalnych kwalifikacji od historyka, który takimi źródłami operuje: np. Phillips Stevens uważa, że kwalifikacją konieczną dla właściwego operowania tradycją oralna jako materiałem źródłowym jest specjalna intuicja.

## Literatura oralna
Większe znaczenie niż w badaniach ściśle historycznych badanie przekazu ustnego ma dla historii literatury i folkloru. Do ich szybkiego rozwoju przyczynili się zwłaszcza Milman Parry i jego uczeń Albert Lord. W połowie XX wieku prowadzili oni badania nad epiką i pieśnią bośniacką, które zaowocowały przełomową pracą Lorda Singer of Tales. Ich prekursorami byli Marcel Jousse, Matija Murko i Arnold van Gennep. Literaturę ludu Bośni Parry i Lord pojmowali jako formę przedstawienia – śpiewak przedstawiający utwór literacki nie ma w pamięci gotowej formy utworu, ale za każdym razem odtwarza go nieco inaczej korzystając z szeregu form artystycznych i mnemotechnicznych – ustalonej kolejności epizodów, wielu cliché i typowych formuł. Typowe opóźniające bieg akcji zwroty i retardacje w prowadzeniu toku narracji służą konstrukcji ad hoc dzieła, które staje się przez to każdorazowo nieco odmienne. Mimo odmienności każdego przedstawienia, często wprowadzanej celowo dla zaspokojenia potrzeb konkretnej publiczności, przekazywane oralnie eposy cechują się według Parry'ego i Lorda znaczną stałością – ich zasadnicze elementy pozostają niezmienne przez wiele generacji.
Badania Parrye'ego i Lorda rzuciły nowe światło na „spór o Homera” – zagadnienie autorstwa Iliady i Odysei. Wyniki badań Parry'ego i Lorda wyjaśniają wiele bardzo charakterystycznych cech eposów homeryckich, jak obecność stałych epitetów, częste retardacje i specyficzne porównania („porównania homeryckie”). Zbliżone podejście zastosowali później Walter Ong i Werner Kelber, zwłaszcza w badaniach nad Biblią, oraz Eric Alfred Havelock w odniesieniu do Platona i greckiej tradycji filozoficznej.
Późniejsza krytyka podejścia Parry'ego i Lorda podkreślała, że badacze ci nadmiernie podkreślali rolę metod komparatystycznych, bagatelizując przez to szczegółowe warunki historyczne i kulturowe powstawania utworów, oraz że redukując aktywność twórcy przekazywanej oralnie literatury do operacji na „formułach” nie można właściwie ująć ani wkładu twórczej jednostki w powstanie dzieła, ani jego autonomicznych wartości literackich.